# シャヘド149 ガザ
シャヘド149 ガザ
シャヘド149 ガザの機体後部
- 分類：無人航空機/UCAV
- 設計者： イラン
- 製造者：シャヘド・アビエーション・インダストリーズ（英語版）
- 運用者：イラン空軍, イスラム革命防衛隊
- 運用開始：2022年4月
- 運用状況：現役

シャヘド149 ガザ (ペルシア語: پهپاد غزه、またはペルシア語: شاهد ۱۴۹)は、イラン空軍およびIRGCが運用するイラン製の無人航空機である。「ガザ」の名称は2021年のイスラエル・パレスチナ危機の中でパレスチナ人がイスラエルに対して闘ったことに由来する 。2021年5月21日に公開され、 最初の機体は2022年にIRGC航空宇宙軍に引き渡された。

## 概要

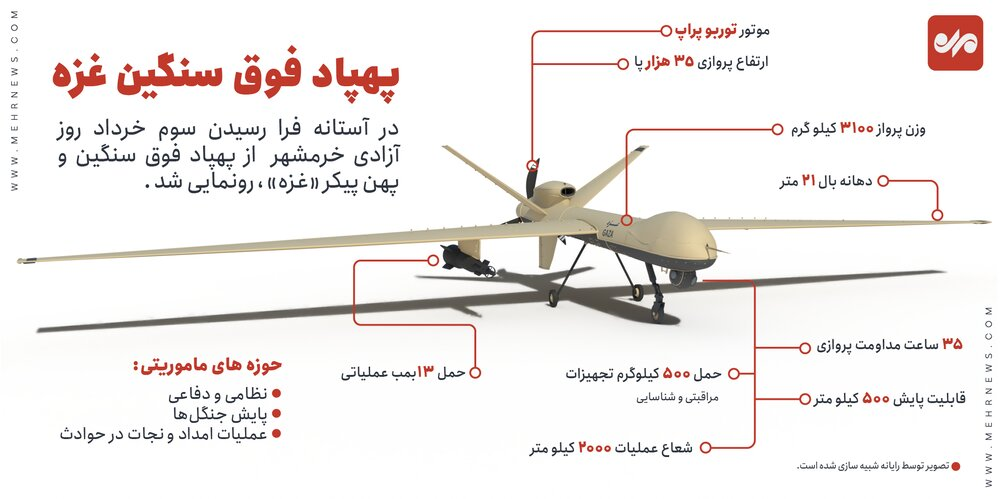
シャヘド149のイメージ図

本機はアメリカのMQ-9と大きさ、形状、用途が似ており、これはMQ-1に類似した以前のシャヘド129よりも大型・高性能な機体となっている。飛行可能時間は24時間、最大行動半径は2,500km、最大速度は340km/hで、13個の爆弾と500kgの電子機器を搭載できる。またターボプロップエンジンを搭載したイラン初のUAVでもある。

## 要目
諸元
- 乗員：無し
- 全長：10m (32ft 10in)
- 全幅：21m (68ft 11in)
- 全高：3.2m(10ft 6in)
- ペイロード：最大1500kg (燃料、武装含む)
- 最大離陸重量：3,200kg (7,055lb)
- 動力：ターボプロップエンジン×1基
- プロペラ：4翅

性能
- 巡航速度：340km/h (210mph, 180kn)
- 航続距離：7,000km (4,300mi, 3,800nmi)
- 戦闘行動半径：2,500km (1,600mi, 1,300nmi)
- 飛行可能時間：24時間
- 上昇限界：11,000m (35,000ft)

武装
- 爆弾×最大13個

## 参考
1. ↑  “جابجایی رکوردهای پهپادی ایران با "غزه"/ آخرین فناوری پهپادی سپاه چه ویژگی‌هایی دارد؟ | خبرگزاری فارس”. www.farsnews.ir. 2021年11月24日閲覧。
2. ↑  “Iran displays long-range drone, names it 'Gaza' in honor of Palestinians' struggle” (英語). Al Arabiya English (2021年5月21日). 2021年5月22日時点のオリジナルよりアーカイブ。2021年5月22日閲覧。
3. ↑  “Iran's Revolutionary Guard names drone "Gaza," says it can carry 13 bombs over 1,200 miles” (英語). Newsweek (2021年5月21日). 2021年11月24日時点のオリジナルよりアーカイブ。2021年5月22日閲覧。
4. ↑  “Iran unveils new missiles, 'Gaza' drones - analysis”. The Jerusalem Post.  オリジナルの2021年12月31日時点におけるアーカイブ。 2021年5月22日閲覧。
5. 1 2  “Gaza UAV, new symbol of Iran's long-range UAV power” (英語). iranpress.com. 2021年11月19日時点のオリジナルよりアーカイブ。2021年11月19日閲覧。
6. ↑  “Flight Test Successful for IRGC's Gaza Drone - Politics news”. 2022年4月29日時点のオリジナルよりアーカイブ。2022年4月29日閲覧。
7. ↑  “Iran unveils 'Gaza' UAV” (英語). Janes.com (2021年5月24日). 2021年11月19日時点のオリジナルよりアーカイブ。2021年11月19日閲覧。
8. ↑  “جابجایی رکوردهای پهپادی ایران با "غزه"/ آخرین فناوری پهپادی سپاه چه ویژگی‌هایی دارد؟ | خبرگزاری فارس”. www.farsnews.ir. 2021年11月24日閲覧。
9. ↑  Asia Times (2021年). “Iran's new drone has a 7,000 km range: report”
10. ↑  “Iran's 7,000km range drone is a warning to Israel - analysis”. The Jerusalem Post.  オリジナルの2022年6月12日時点におけるアーカイブ。 2022年6月12日閲覧。